# Rio Verde (vattendrag i Brasilien, São Paulo, lat -23,47, long -49,58)
Rio Verde är ett vattendrag i Brasilien.   Det ligger i delstaten São Paulo, i den södra delen av landet, 900 km söder om huvudstaden Brasília.
Omgivningen kring Rio Verde är en mosaik av jordbruksmark och naturlig växtlighet. Området är ganska glesbefolkat, med 25 invånare per kvadratkilometer.